# Hatem Abd el Akher
Hatem Abd el Akher (ur. 24 czerwca 1986) – egipski judoka.
Uczestnik mistrzostw świata w 2005, 2007, 2009, 2010, 2013, 2014, 2015, 2017, 2019 i 2021. Startował w Pucharze Świata w 2006, 2008-2010, 2012-2014 i 2018. Brązowy medalista igrzysk afrykańskich w 2007. Zdobył osiem medali mistrzostw Afryki w latach 2006 - 2020. Mistrz igrzysk panarabskich w 2011. Wicemistrz igrzysk śródziemnomorskich w 2009 roku.